# Beniamino Farina i Ferrari
Beniamino Farina i Ferrari (Itàlia, 1 de gener de 1887 - Vilassar de Mar, 22 de novembre de 1970) fou el floricultor introductor del conreu del clavell a la península Ibèrica.

## Biografia
Nascut en un poble del Milanesat, a la Llombardia, la seva família es traslladà a viure a la Ligúria, molt a prop de Sanremo quan ell era molt petit. Fill dels pagesos Àngelo i Carolina va ser un dels onze fills que tingué el matrimoni. Pertànyer a una família tant nombrosa implicà que de ben petit hagués d'ajudar en les tasques agrícoles. Els seus pares tenien llogat un tros de terra de secà, anomenat Il Poggio, a tocar del far de Sanremo on hi sembraven clavells. Beniamino, igual que molta altra gent en aquells anys, hagué d'emigrar cap a Amèrica per tal de buscar-se millor vida, això fou cap als anys 1906 o 1907.
Arribat al nou món passà per Nova York, Washington, Filadèlfia, San Francisco ... treballant de paleta, de jardiner, de descarregador, del que podia per tal de guanyar-se la vida. Es llogà de peó en una de les foneries on feien vies de tren i després a la Union Pacific, instal·lant la línia del ferrocarril a pic i pala, feina que abandonà per marxar, a peu, cap a Xicago on pensava trobar una feina més ben pagada. Va romadre als Estats Units fins al 1910 quan rebé notícies que la seva mare estava molt malalta i llavors tornà cap a casa seva.
A Itàlia, juntament amb els seus germans, i gràcies a la seva experiència de jardiner, es dedicà a millorar el conreu del clavell. Beniamino anava a buscar els esqueixos a Niça on es cultivava la planta des de feia anys. Per poder regar, els Farina havien de dur l'aigua amb galledes des d'un rierol que passava a molta distància i optaren per bombar l'aigua i regar amb mànegues de bomber de segona mà. Aquest sistema va atreure la curiositat dels pagesos veïns. Amb tots aquests afanys aconseguiren, el 1913, la Medalla d'Or de l'Exposició de Roma i començaren a enviar flor tallada a Suïssa, Bèlgica, Alemanya, Àustria i fins i tot a Rússia.
El 1914 es casà amb Blanca Rambaldi Rolando i degut a les dificultats econòmiques de la guerra i a algunes desavinences amb els germans provà d'establir-se a Espanya, on encara no existia cap mena de conreu dedicat en exclusiva a la floricultura i, per tant, no hi havia competència. A peu, tot sol, emprengué la marxa fins que arribà a la població murciana de Fortuna on hi passà dos anys fent de carreter. Amb aquest pelegrinatge s'adonà que en el nostre litoral no es coneixia el clavell com a flor tallada, ja que aquí les clavellines se sembraven en testos com a planta ornamental. Entre el 1918 i el 1920 es dedicà a vendre, a les floristeries de Barcelona, la flor que li enviava per tren la seva esposa Blanca des d'Itàlia.
El 1921 arrendà tres quarteres de terra a Vilassar de Mar, justament al lloc on actualment hi ha construït el Mercat de Flor i Planta Ornamental de Catalunya, on hi sembrà 20.000 esqueixos de clavellina arribats des d'Itàlia per mar, i que per culpa d'una vaga portuària a Barcelona li van desembarcar al port de València, on va haver d'anar-los a buscar a correcuita per por que se li morissin de set. Però no acabà aquí l'aventura dels primers esqueixos arribats a la Península, un cop a València els va trobar al moll estivats a ple sol i per a salvar-los els hagué de desenvalar i ruxar-los durant tres dies. Després els empaquetà de nou i els envià per tren a Barcelona on, degut a una vaga de ferroviaris, hagué de llogar un carretó de mà per portar-los a peu fins a Vilassar de Mar.
El 1922 la seva esposa Blanca i el seu primer fill Àngelo, varen poder venir a Vilassar de Mar per reunir-se amb Beniamino. El 1931 naixeria Emílio, el segon fill. La primera collita de clavells fou l'any 1923. Aquesta primera collita representà l'inici d'una revolució agrícola per a tota la comarca del Maresme.
Si bé, al principi, els pagesos veïns no entenien com l'italià podia tenir les terres ocupades per un conreu que trigava mesos i mesos a produir, amb el temps s'adonaren de la importància del nou conreu i de la gran visió comercial que havia tingut Farina. Hagué de treballar de valent per tal d'obrir mercat i poder vendre la seva producció i així pogué anar agafant una posició econòmica més desfogada. El 1936 tement per la seva seguretat se'n tornà a Itàlia amb la família, abandonant el patrimoni i quan retornà el 1939 trobà la casa buida. Només salvà un carretó. D'Itàlia havia portat noves varietats de clavell i a poc a poc hagué de tornar a guanyar mercats i mirar d'exportar la producció a llocs on hi hagués diners per comprar flors.
Als anys seixanta s'introduïren els primers conreus sota hivernacle. I quan a finals de la tardor de 1962 Beniamino acabava d'aixecar els seus, la memorable nevada d'aquell Nadal els va ensorrar tots, encara per estrenar. Fou llavors quan, cercant millors condicions meteorológiques, envià el seu fill Emili cap a Màlaga on feu les primeres plantacions el 1963.
De les 20.000 plantes de l'any 1922 Beniamino Farina, juntament amb els seus fills Àngelo i Emilio, va passar a tenir cultivades 120 quarteres, amb uns 3.000.000 de plantes de clavellina. En reconeixement del seu treball va rebre un diploma de l'Agrupació de Jardiners de Catalunya l'any 1955. El 1963 el Ministeri d'Agricultura espanyol el condecorà amb la "Cruz de Caballero del Orden al Mérito Agrícola" i el 1966 el govern italià li concedí el títol de "Cavagliere".
Beniamino morí a la seva casa del carrer de Colom de Vilassar de Mar, als 83 anys, el 22 de novembre de 1970. Té una avinguda dedicada en aquesta població.

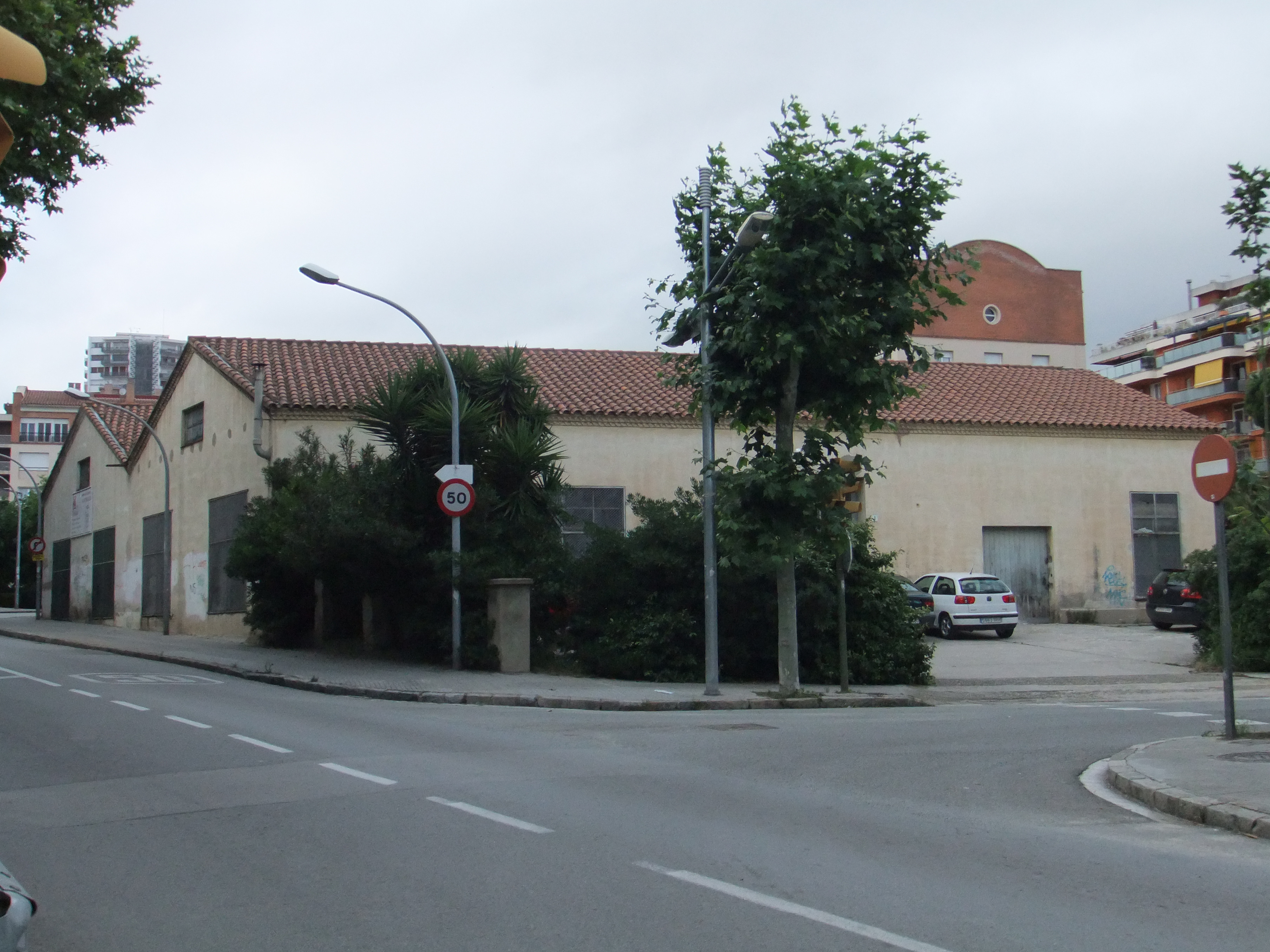
Magatzems de Beniamino Farina, al carrer Colom de Vilassar de Mar, on preparaven les flors per portar a vendre.